# Morabito (entreprise)
 (octobre 2012).
Si vous disposez d'ouvrages ou d'articles de référence ou si vous connaissez des sites web de qualité traitant du thème abordé ici, merci de compléter l'article en donnant les références utiles à sa vérifiabilité et en les liant à la section « Notes et références ».
Pour les articles homonymes, voir Morabito.

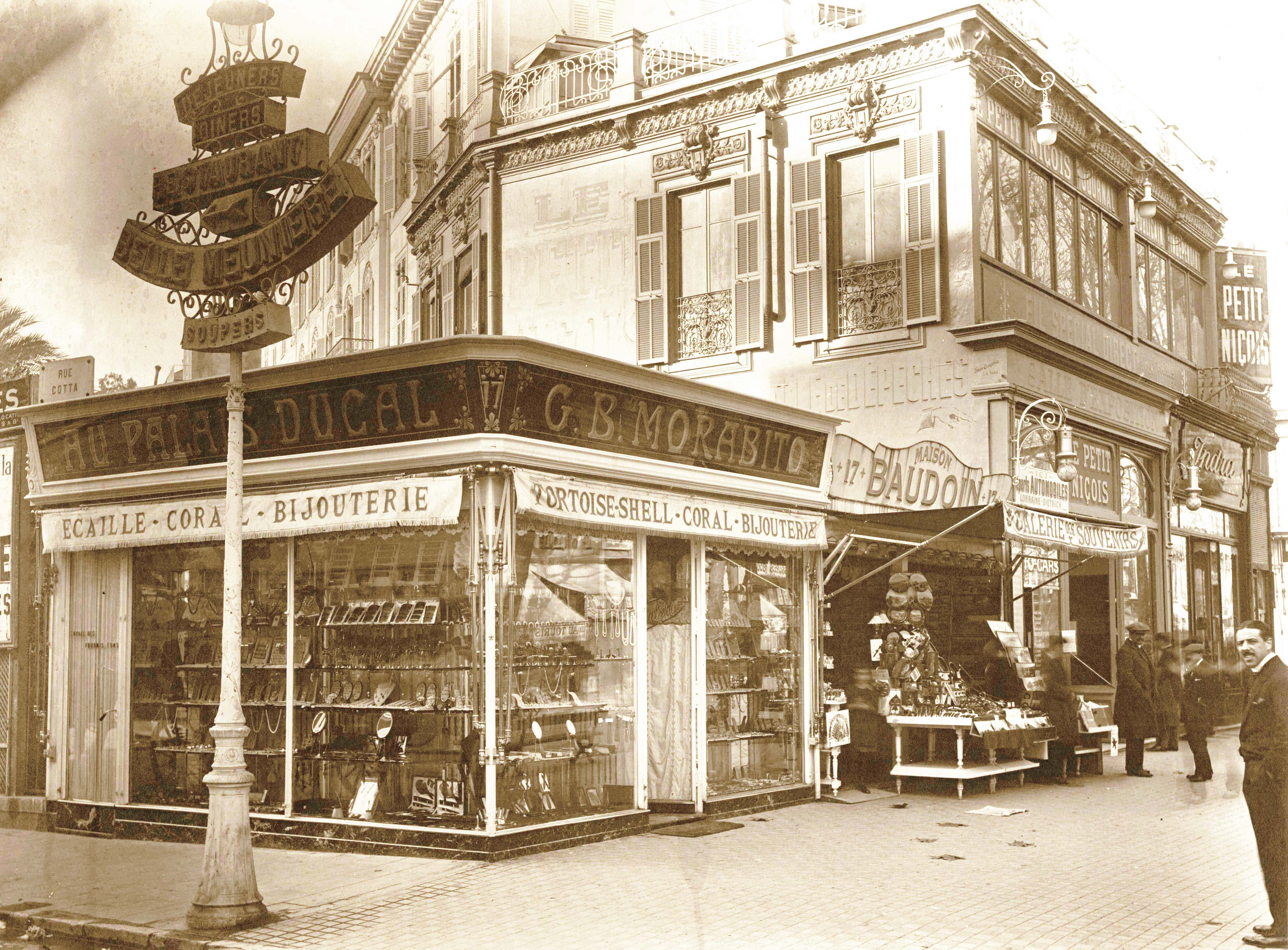
Morabito boutique à Nice, 1905

Morabito, est une maison française de maroquinerie de luxe fondée en 1905 à Nice par l'artisan-joailler Jean-Baptiste Morabito. 

## Parfums
Morabito N°7, flacon en cristal à motif de tortues a été créé par l'atelier Lalique, en 1947.